# Mariánská (pracovní tábor)

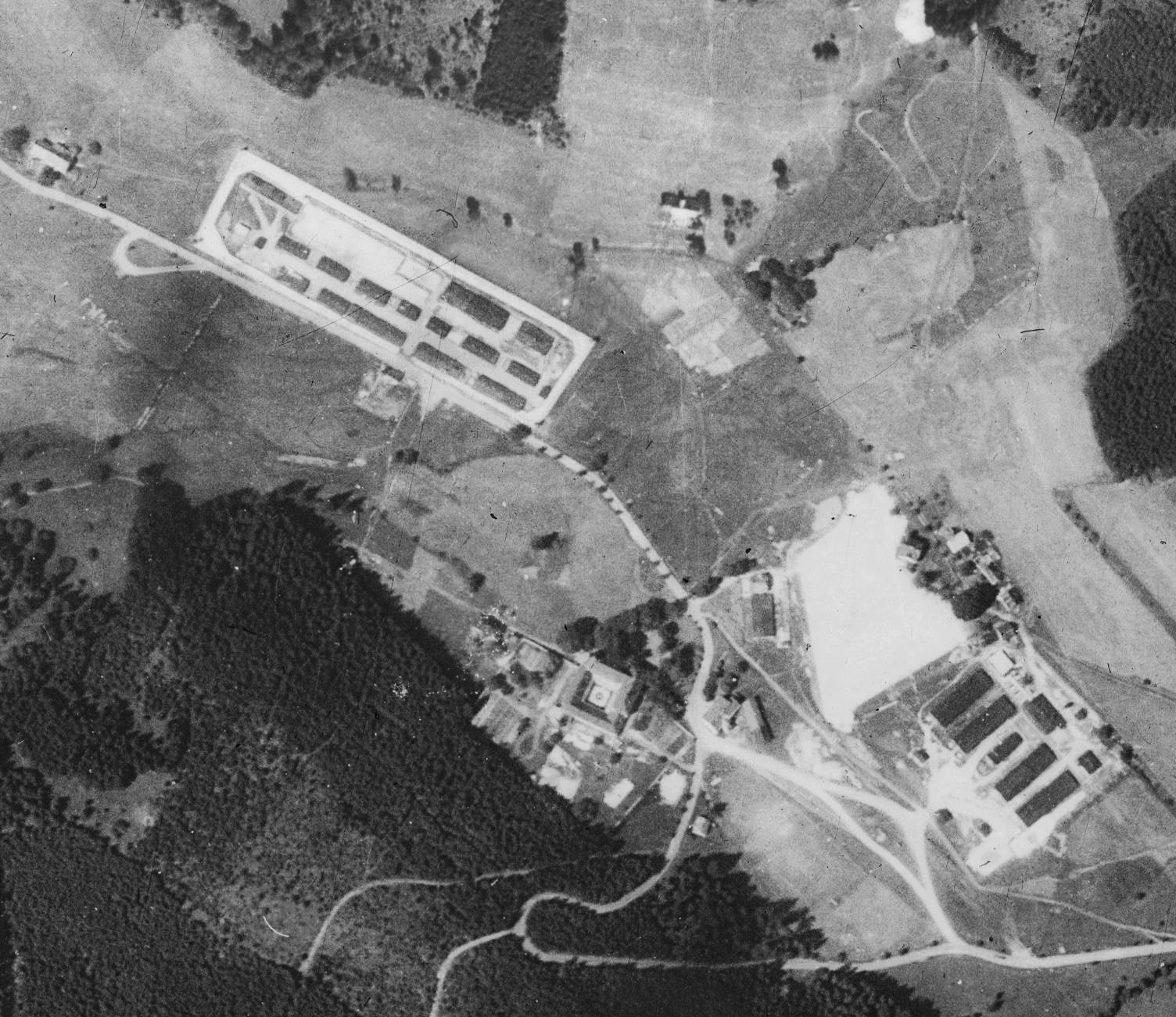
Letecký snímek Mariánské z roku 1952, vlevo nahoře tábor, pod ním bývalý klášter a kasárna SNB

Tábor Mariánská sloužil nejprve jako zajatecký a následně jako trestanecký pracovní tábor k ubytování nesvobodných pracovních sil, zaměstnaných k těžbě uranové rudy. Tábor byl postaven v blízkosti kapucínského kláštera Maria Sorg, který krátce na to rovněž zabrala komunistická policie. Do širšího historického povědomí vstoupila Mariánská také zdejší krutou vyšetřovnou táborové StB.

## Historie tábora
Na rozdíl od některých ostatních uranových táborů Mariánská nevznikla v bezprostřední blízkosti žádné uranové šachty. Zdejší zajatci a trestanci byli eskortováni na jeden až dva kilometry vzdálenou šachtu Eva, později také na šachtu Adam. Tábor Mariánská vznikl u osady Maria Sorg, jejíž civilní obyvatelstvo bylo následně direktivně vysídleno. Kapucínský klášter byl zabrán pro potřeby represivních orgánů.
Jako první zde začal během roku 1947 pod správou sovětské GUPVI fungovat tábor pro zajaté německé vojáky. Na jaře roku 1949 byl tábor jako jeden z prvních postoupen československému ministerstvu spravedlnosti, které do areálu začalo umisťovat kriminální, retribuční a politické vězně. Úkoly zajatců i trestanců byly identické: Za primitivních podmínek museli těžit uranovou rudu pro národní podnik Jáchymovské doly. Krycí označení trestaneckého tábora na Mariánské bylo písmeno „B“.
Tábor byl umístěn na mírném svahu v těsné blízkosti lesa. Stejně jako všechny ostatní zajatecké a trestanecké tábory, byl i táborový areál na Mariánské obehnán dvojitým oplocením a střežen z výškových věží (špačkáren). Podle tvrzení dobových orgánů ministerstva spravedlnosti se zpočátku mělo jednat o dobře fungující a prostorný areál, do kterého byl zaveden vodovod, elektrický proud a kanalizace. V táboře byla k dispozici umývárna se sprchami. V táboře měla fungovat dobře vybavená ošetřovna a zubní ambulance, menšími nedostatky trpěla jen obuvnická a krejčovská dílna. Trestanecké baráky údajně byly obloženy omítnutým heraklitem, omítnuty údajně byly i vnitřní prostory. Vysoká kritéria údajně nesplňovala pouze kuchyň a skladiště potravin.
Pokud kdy byla taková tvrzení pravdivá, uspokojující situace v táboře netrvala věčně. Na podzim roku 1953 byl tábor pro všeobecně nevyhovující podmínky přestěhován o několik desítek metrů výše ve stráni, nad úroveň bývalého kapucínského kláštera. Takzvaná stará Mariánská zanikla a nahradila ji nová Mariánská, která fungovala až do likvidace dne 1. dubna 1960.